# باول ايدلمان
باول ايدلمان (بالبولندية: Paweł Edelman)‏ (و. 1958 – م) هو مصور سينمائي من بولندا. ولد في وودج.

## جوائز وترشيحات
حصل على جوائز منها:
- جائزة سيزار
- ميدالية الاستحقاق للثقافة [الإنجليزية]‏.

ترشح لـ:
- جائزة الأوسكار لأفضل تصوير سينمائي، عن عمل: عازف البيانو.

## وصلات خارجية
- باول ايدلمان على موقع IMDb (الإنجليزية)
- باول ايدلمان على موقع قاعدة بيانات الأفلام العربية
- باول ايدلمان على موقع ألو سيني (الفرنسية)
- باول ايدلمان على موقع أول موفي (الإنجليزية)
- باول ايدلمان على موقع قاعدة بيانات الأفلام السويدية (السويدية)
- باول ايدلمان على موقع قاعدة بيانات الفيلم (الإنجليزية)
- باول ايدلمان على موقع كينوبويسك (الروسية)